# Coenagrion intermedium
Coenagrion intermedium là một loài chuồn chuồn kim trong họ Coenagrionidae.
Loài này được đưa vào sách đỏ IUCN năm 2009.
Coenagrion intermedium được miêu tả khoa học năm 1990 bởi Lohmann.